# Меццане-ди-Сотто
Меццане-ди-Сотто (итал. Mezzane di Sotto) — коммуна в Италии, располагается в провинции Верона области Венеция.
Население составляет 1879 человек, плотность населения составляет 99 чел./км². Занимает площадь 19,57 км². Почтовый индекс — 37030. Телефонный код — 045.
В коммуне 15 августа особо празднуется Успение Пресвятой Богородицы.